# Muzeum Zagłębia w Będzinie

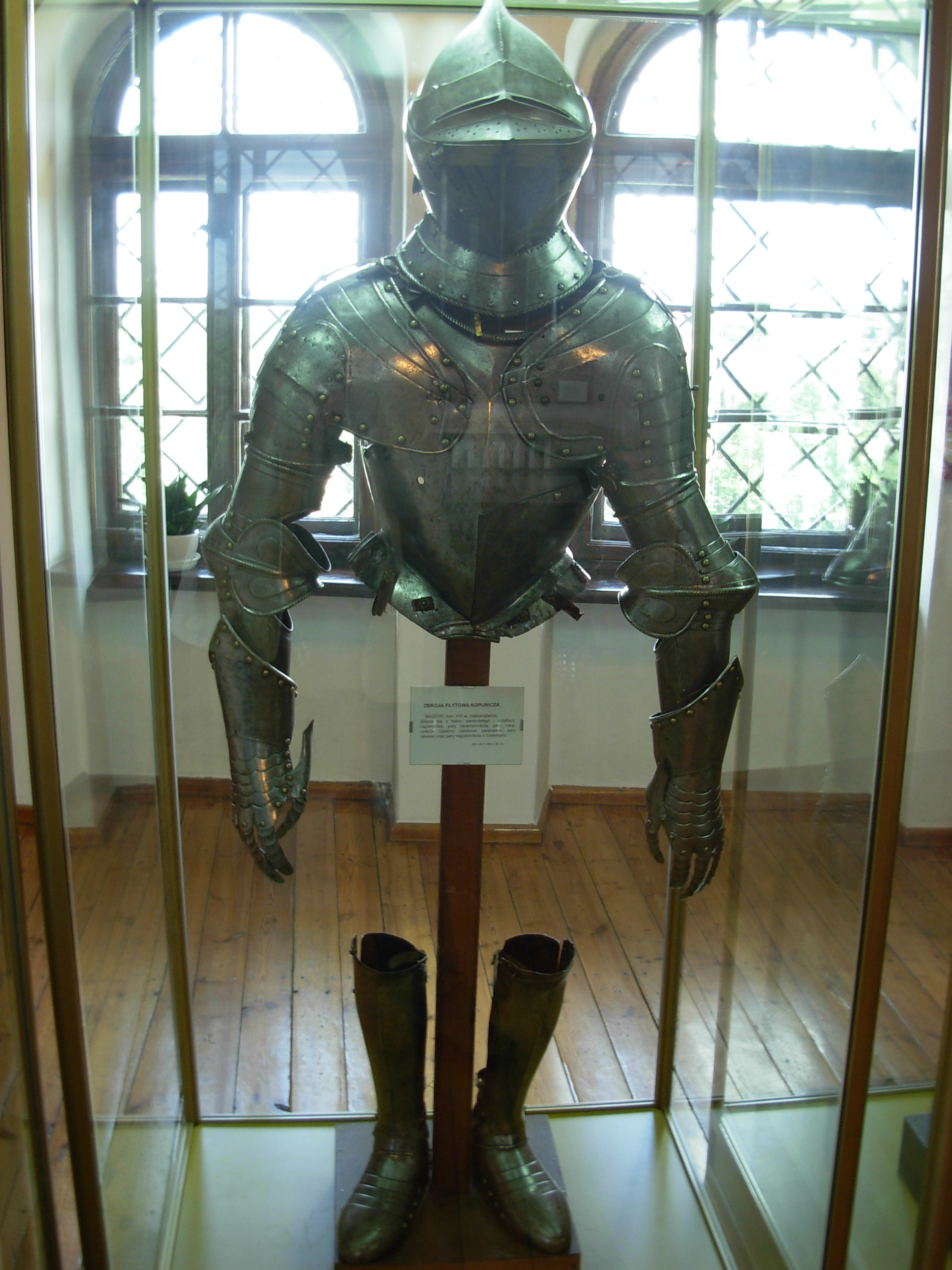
Dawna broń – zbroja płytowa

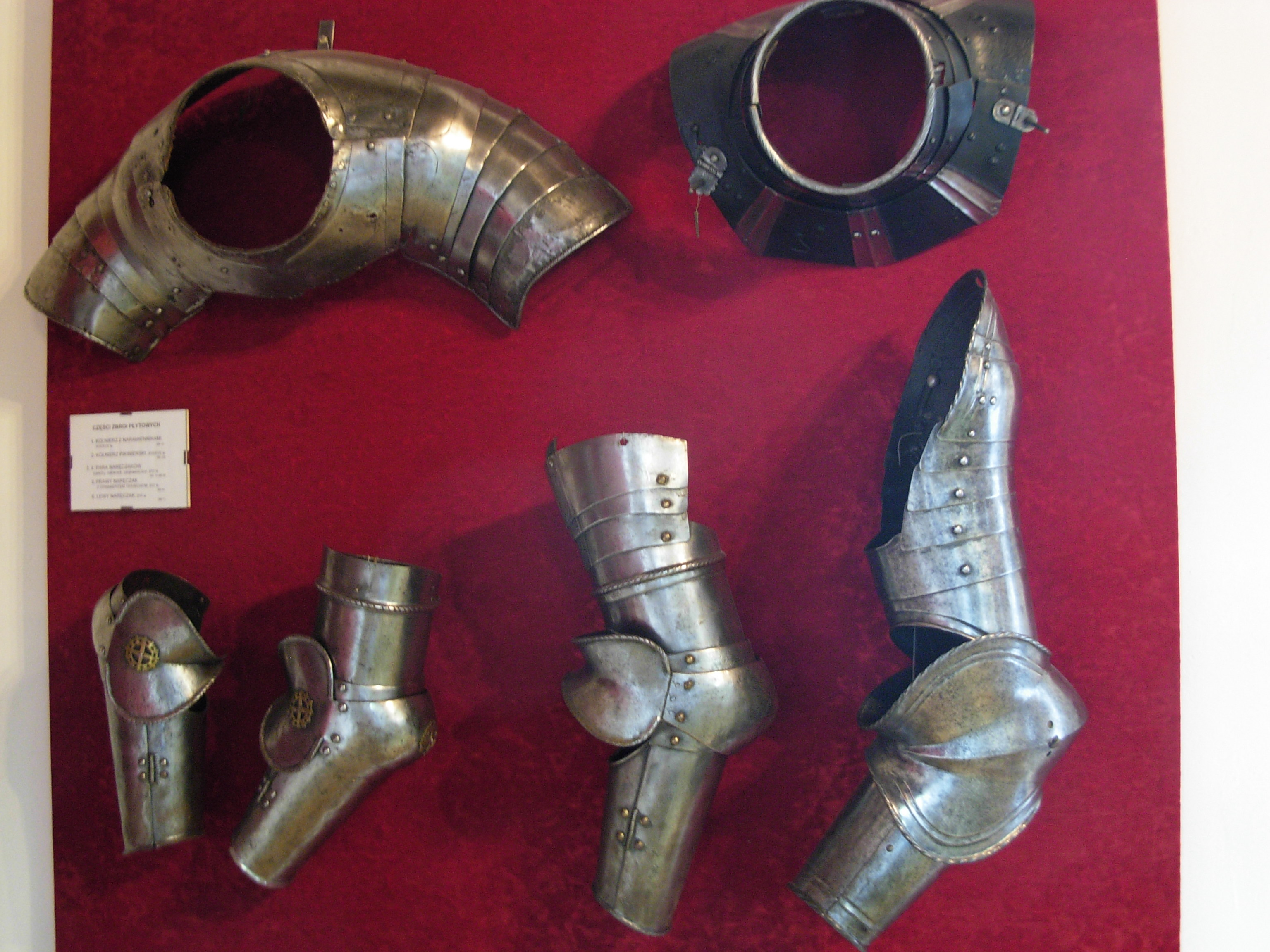
Dawna broń – uzbrojenie ochronne na wystawie

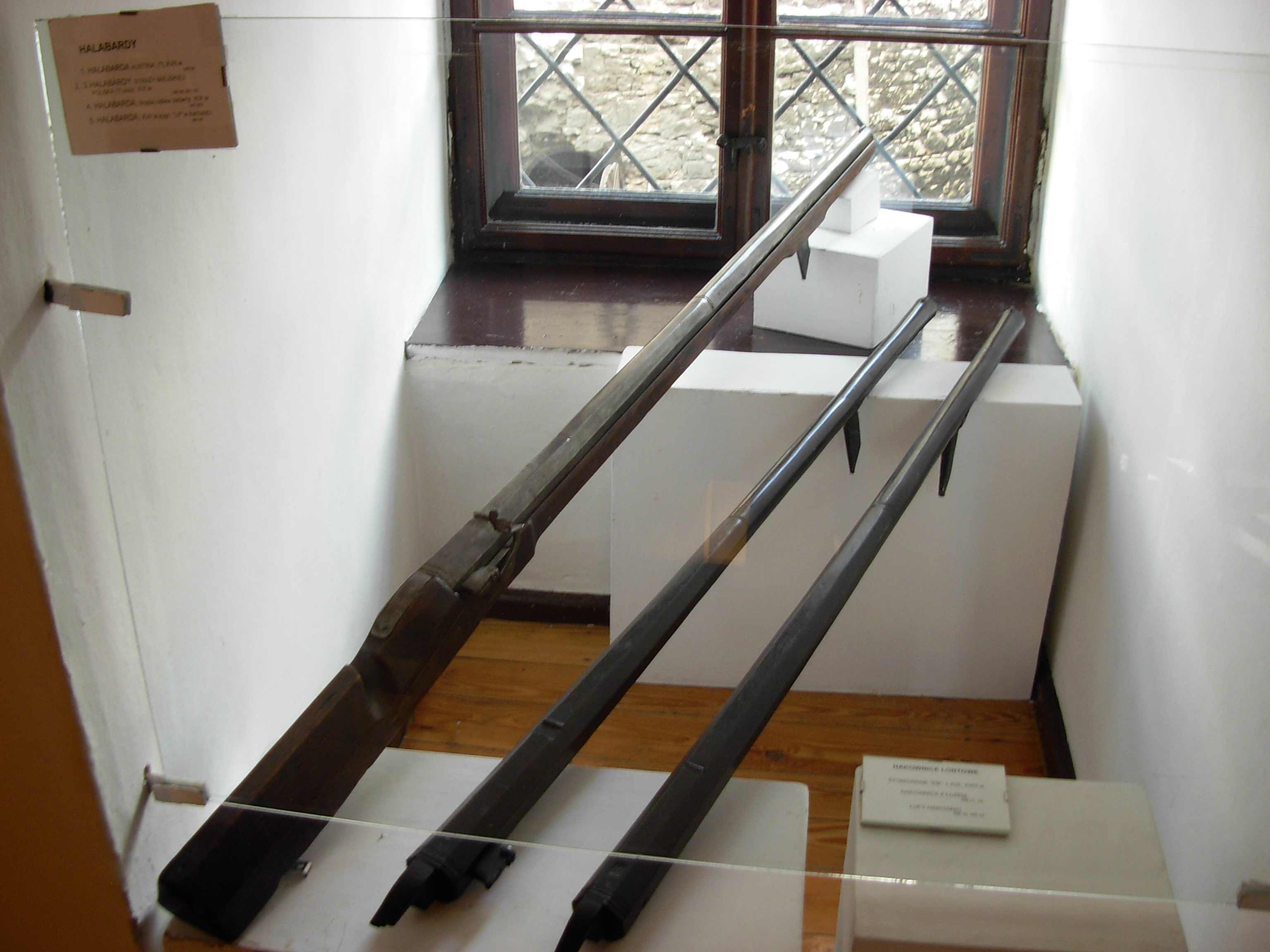
Dawna broń - hakownice

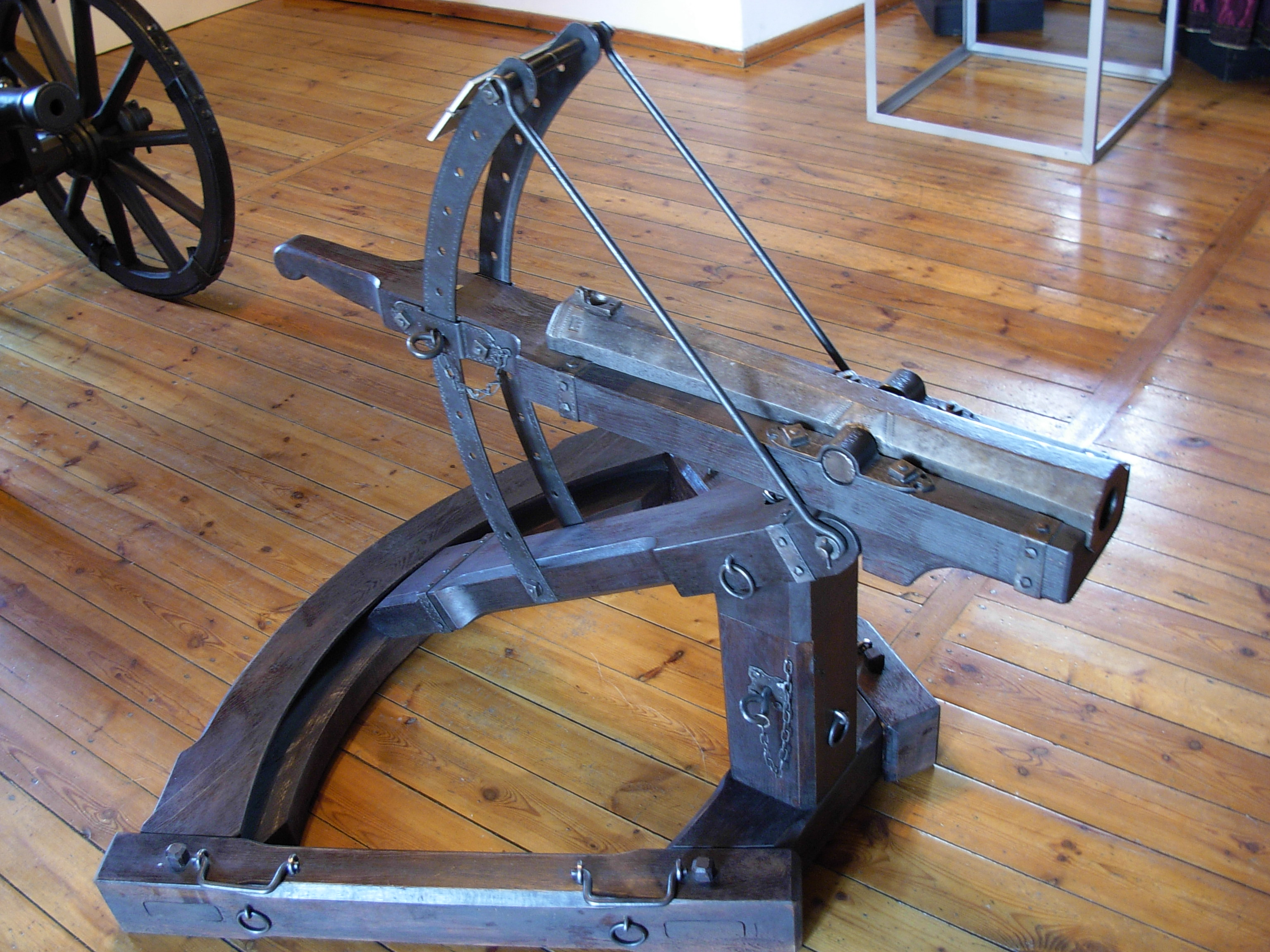
Dawna broń

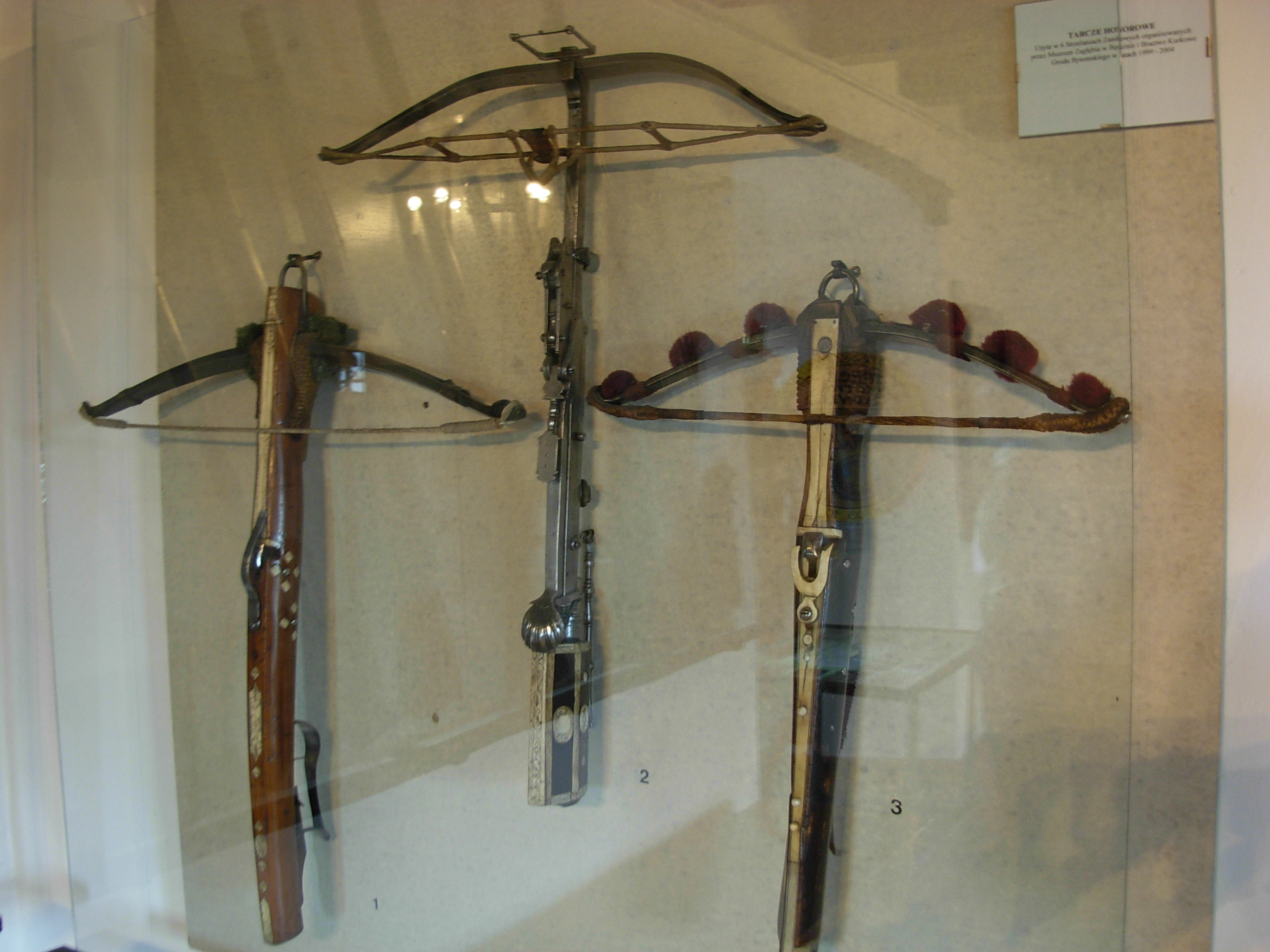
Dawna broń – kusze

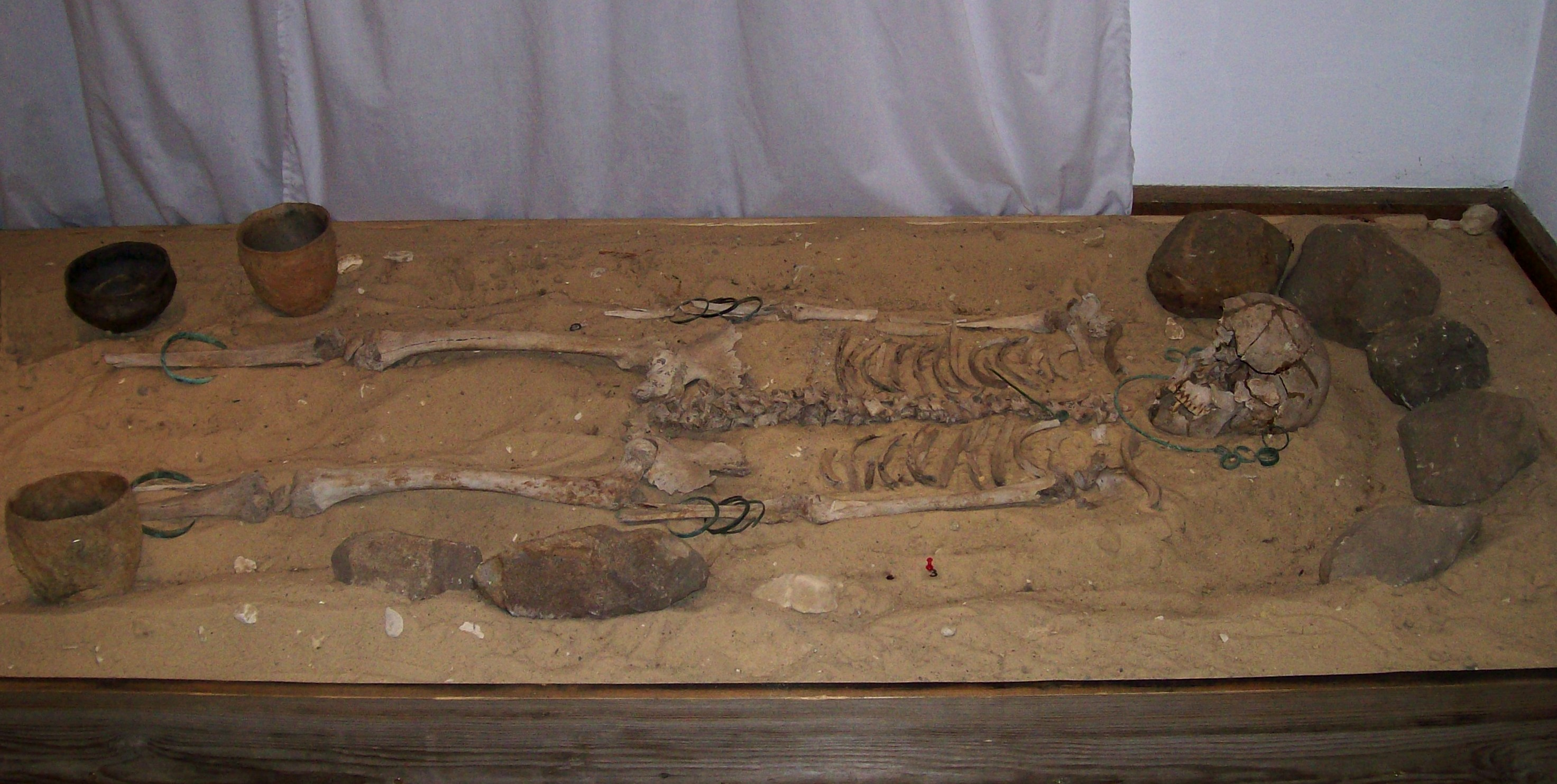
Grób szkieletowy w Muzeum Zagłębia – Wystawa - W łużyckiej osadzie i średniowiecznym grodzie

Muzeum Zagłębia w Będzinie udostępnia zwiedzającym dobra kultury i materiały dokumentujące z zakresu historii regionu. Mieści się w dwóch obiektach: zamku przy ul. Zamkowej i pałacu przy ulicy Gzichowskiej. Ponadto obiektami muzeum są: Podziemia Będzińskie, dawny żydowski Dom Modlitwy „Mizrachi”, przy ul. Potockiego 3, Mury Miejskie oraz Wzgórze Zamkowe.  Placówka funkcjonuje na podstawie statutu uchwalonego przez Radę Miasta w Będzinie i zatwierdzonego przez Ministra Kultury i Dziedzictwa Narodowego. W obiektach muzeum działają również: Fundacja im. Jana Dormana, Polskie Towarzystwo Numizmatyczne – Oddział Zagłębiowski, Związek Kombatantów RP i b. Więźniów Politycznych, Karczma i I Chorągiew Czarnego Rycerza Kasztelanii Będzińskiej.

## Historia
Muzeum Zagłębia w Będzinie zostało utworzone w 1956 roku z inicjatywy Towarzystwa Opieki nad Górą Zamkową, Towarzystwa Muzeum Zagłębia Dąbrowskiego w Będzinie i Miejskiego Społecznego Komitetu Odbudowy Zamku. Otwarcie placówki nastąpiło z okazji 600. rocznicy uzyskania praw miejskich przez Będzin 22 lipca 1956 roku. W latach 1945–1983  muzeum mieściło się tylko w zamku i była to pierwsza placówka muzealna na terenie Zagłębia Dąbrowskiego. W 1983 otwarto drugą placówkę w XVIII wiecznym zespole pałacowo-parkowym rodziny Mieroszewskich w Będzinie – Gzichowie. Obecnym dyrektorem placówki jest Wioletta Lisowska.

## Zadania
Do podstawowych zadań Muzeum Zagłębia należy:
- gromadzenie dóbr kultury i materiałów dokumentujących w zakresie historii regionu drogą zakupów, przydziałów, zapisów, darowizn, przyjmowania depozytów oraz poszukiwania ich w wyniku badań terenowych;
- prowadzenie ewidencji naukowej, inwentaryzacji oraz klasyfikacji zbiorów;
- przechowywanie zbiorów w warunkach zapewniających im bezpieczeństwo i dostępność dla badań naukowych;
- zabezpieczanie i konserwację zbiorów;
- organizacja i prowadzenie badań naukowych w zakresie dyscyplin w nim reprezentowanych;
- organizacja wystaw stałych[5], czasowych[6] i objazdowych;
- prowadzenie działalności edukacyjnej[7];
- udostępnianie zbiorów dla celów naukowych, edukacyjnych i ekspozycyjnych;
- opracowywanie i publikacja inwentarzy, katalogów, przewodników po wystawach oraz wszelkich innych wydawnictw naukowych i popularnonaukowych;
- prowadzenie biblioteki w zakresie dyscyplin reprezentowanych w Muzeum oraz dyscyplin pomocniczych, udostępnianie zbiorów bibliotecznych pracownikom nauki, młodzieży uczącej się i nauczycielom;
- szkolenie własnych pracowników;
- współpraca merytoryczna i szkoleniowa z innymi muzeami[8];
- współpraca[9] z osobami i organizacjami społecznymi, których cele i zadania zbliżone są ze statutowymi zadaniami Muzeum;
- organizowanie innych form działalności kulturalnej, takich jak: koncerty, spektakle teatralne, konkursy[10], szkolenia[11], sesje, spotkania autorskie oraz inne przedsięwzięcia (w tym plenerowe) promujące zespół pałacowo-parkowy, zamek i ich zbiory.

## Działy w muzeum
W skład struktury organizacyjnej muzeum wchodzą następujące działy:
- Historii[12];
- Archeologii[12];
- Etnografii (1964)[12];
- Broni i uzbrojenia[12];
- Upowszechniania;
- Sztuki[12];
- Plastyczno-wystawienniczy
- Fotografii[12];
- Finansowo-administracyjny;
- Biblioteka.

## Odznaczenia, nagrody i wyróżnienia
Odznaczenia
- Złota Odznaka Honorowa za Zasługi dla Województwa Śląskiego (2012)[13]
- Krzyż Honorowy Bractwa Kurkowego Grodu Bytomskiego dla Dyrektor Muzeum Anny Smogór za współpracę (2001)[13]
- „Odznaka za zasługi dla Związku Kombatantów Rzeczypospolitej Polskiej i Byłych Więźniów Politycznych” dla dyrektora Muzeum Zagłębia w Będzinie Wioletty Lisowskiej (2018)[13]

Nagrody
- III Nagroda w kategorii wystawy archeologiczne za organizację wystawy „W łużyckiej osadzie i średniowiecznym grodzie” w Konkursie „Wydarzenie Muzealne Roku – Sybilla 2006” (2007)[13]
- III Nagroda za organizację wystawy „Dawna Broń” w Konkursie „Wydarzenie Muzealne Roku – Sybilla 2005” (2006)[13]
- Nagroda Prezydenta Miasta Będzina oraz Rady Miejskiej Będzina dla Muzeum Zagłębia w Będzinie za całokształt osiągnięć w dziedzinie twórczości artystycznej, upowszechniania i ochrony kultury (2016)[13]
- Nagroda Marszałka Województwa Śląskiego za Wydarzenie Muzealne 2008 roku w kategorii „publikacje” za wydawnictwo „Będzin 1358–2008” (2009)[13]
- II Nagroda Wydziału Kultury i Sztuki Urzędu Wojewódzkiego „Za podjęcie tematu martyrologii Żydów będzińskich” (1994)[13]
- Nagroda III stopnia Ministerstwa Kultury i Sztuki w Konkursie „Najważniejsze Wydarzenie Muzealne Roku” – za wystawę „Zagłębie i jego mieszkańcy na starej fotografii” (1988)[13]
- III Nagroda Wydziału Kultury i Sztuki Urzędu Wojewódzkiego – za przygotowanie wystaw „Broń biała wojska polskiego 1914–1945” oraz „Będzin militarny” (1997)[13]

Wyróżnienia
- Wyróżnienie Ministerstwo Kultury i Dziedzictwa Narodowego za organizację wystawy „Dawna apteka” (2000)[13]
- Wyróżnienie Ministerstwa Kultury i Sztuki w konkursie „Najważniejsze Wydarzenie Muzealne Roku” – za organizację sesji naukowej i wystawy „Kantor Mirski - 100-lecie urodzin” (1985)[13]
- Wyróżnienie Wydziału Kultury i Sztuki Urzędu Wojewódzkiego dla Muzeum za przygotowanie obchodów 40-lecia instytucji (1998)[13]
- Wyróżnienie Wydziału Kultury i Sztuki Urzędu Wojewódzkiego za wystawę „Madonna Guadalupe – Patronka Meksyku” (1995)[13]
- Dyplom dla Muzeum Zagłębia w Będzinie Redakcji Dziennika Zachodniego – Nasze miasto za organizację „IV Jarmarku Rzemiosła i Rękodzieła” zwycięzcy plebiscytu „Najlepsza impreza lata 2012 w powiecie będzińskim” (2012)[13]
- Dyplom Wydziału Kultury i Sztuki Urzędu Wojewódzkiego w Katowicach za organizację sesji naukowej i wystawę „Kantor-Mirski- 100 lecie urodzin” (1985)[13]

## Wystawy w zamku

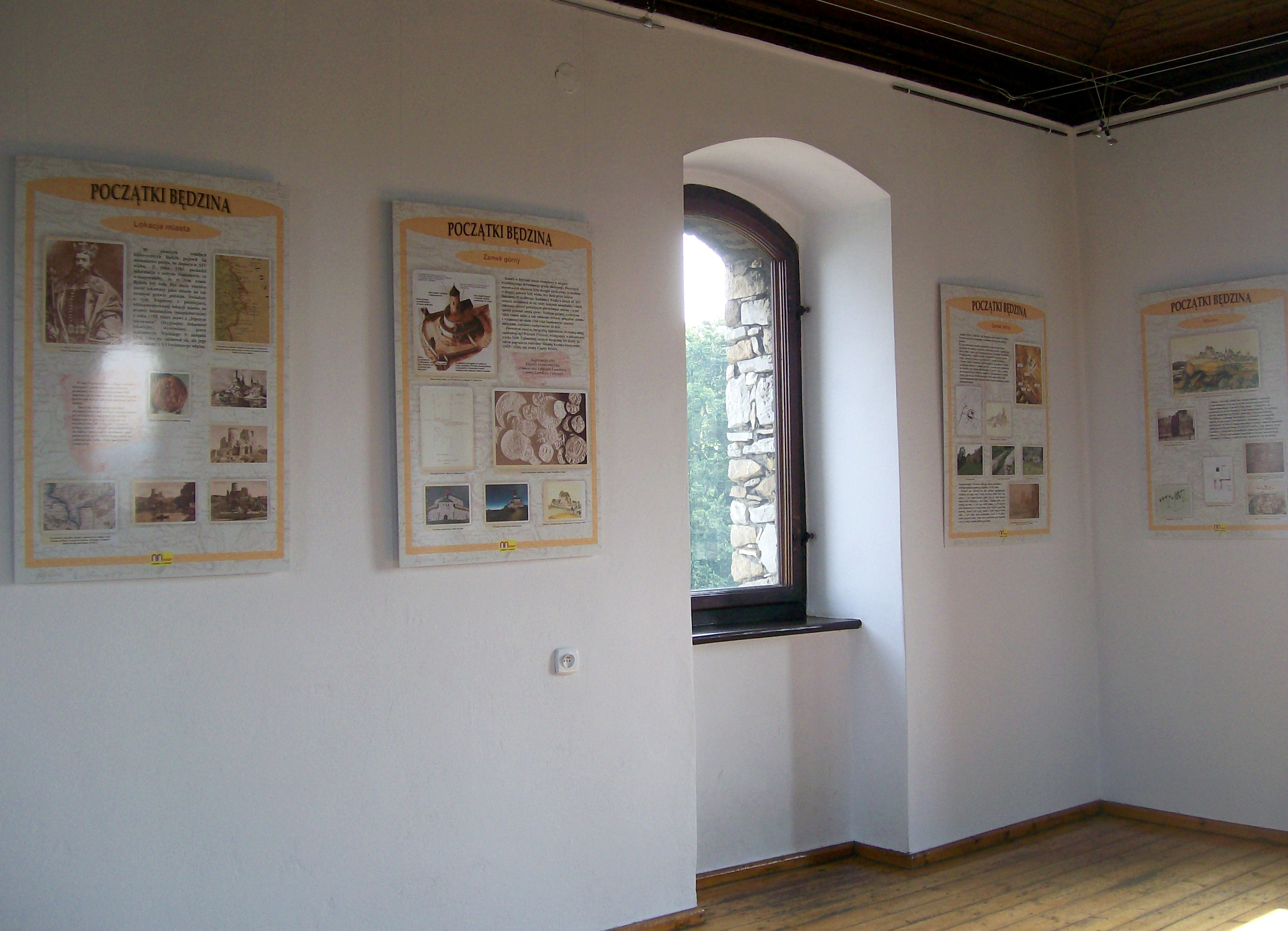
Początki Będzina – wystawa czasowa w Muzeum Zagłębia

Wystawa Dawna brońEkspozycja stała, która zajmuje pomieszczenia na I i II piętrze pałacu. W obu salach zamkowych zaprezentowano kolekcję przedstawiającą rozwój broni i uzbrojenia od XVI do początków XX wieku. Zebrano na niej wiele egzemplarzy broni białej: siecznej i drzewcowej, broń palną, miotającą i elementy uzbrojenia ochronnego. Kolekcja zawiera europejską broń regulaminową, galanteryjną, myśliwską  i sportową, ozdobioną masą perłową, hebanem i kością. Na pierwszym piętrze prezentowana jest broń palna, wraz z akcesoriami strzeleckimi oraz broń artyleryjska. W zbiorach przeważa zbiór zachodnioeuropejskiej broni palnej m.in. broń lontowa, skałkowa i kapiszonowa  Ekspozycja zawiera również  broń myśliwską. W sali na drugim piętrze wystawiono  broń białą i uzbrojenie ochronne, m.in. zbroje, hełmy, przyłbice, szturmaki, szyszaki i moriony oraz fragmenty zbroi płytowych: napierśniki, rękawice, naręczaki i naramienniki.
Wystawa Dzieje BędzinaW sali na parterze zamku zgromadzono zostały eksponaty dotyczące historii Będzina od początków jego istnienia do XX wieku. Są to m.in. dokumenty będzińskich cechów i średniowieczny pergamin z zapisem hymnu ku czci św. Katarzyny, patronki cechu. Kolejną grupę stanowią zebrane mapy, plany, pamiątki i zdjęcia dokumentujące Będzin i życie jego mieszkańców sprzed lat. Na wystawie zebrano również kamienie i płaskorzeźby związane z najważniejszymi wydarzeniami w historii miasta.
Wystawa czasowa Początki Będzinaod 18 czerwca 2008 do końca roku na ostatnim piętrze zamku można było obejrzeć wystawę planszową z informacjami na temat osadnictwa na Górze Zamkowej oraz historii Będzina. Wystawa została przygotowana przez Dział Archeologii i Dział Historii Muzeum Zagłębia, a jej autorami są: Aleksandra Rogaczewska i Jarosław Krajniewski, opracowanie graficzne plansz – Bartosz Gawlik.
- Pierwszą archeologiczną część wystawy przedstawiono na 7 planszach:
  - Osada ludności kultury łużyckiej ze schyłku epoki brązu i początków żelaza;
  - Gród z okresu plemiennego – usytuowanie, stosunki administracyjne, obronność;
  - Kontakty handlowe grodu plemiennego;
  - System obronny grodu piastowskiego;
  - Wytwórczość rzemieślnicza w grodzie;
  - Działalność gospodarcza na terenie refugium;
  - Cmentarz w obrządku chrześcijańskim.

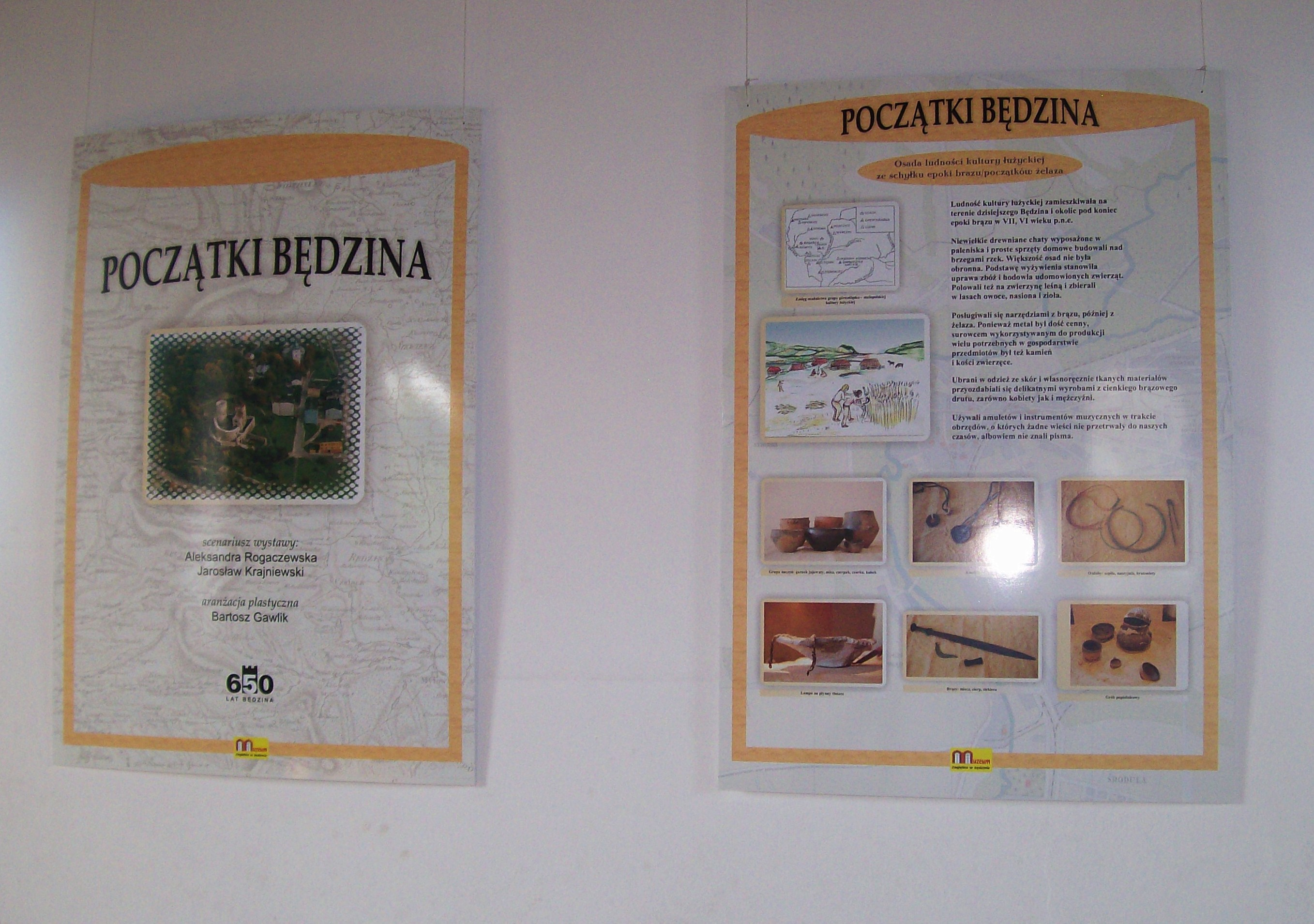
Początki Będzina – wystawa czasowa w Muzeum Zagłębia

- Drugą historyczną część ekspozycji zaprezentowano na 8 planszach:
  - Lokacja miasta;
  - Zamek górny;
  - Zamek dolny;
  - Miasto;
  - Kościół;
  - Przywileje i dokumenty;
  - Mieszkańcy;
  - Herb, pieczęcie.

## Wystawy w pałacu Mieroszewskich

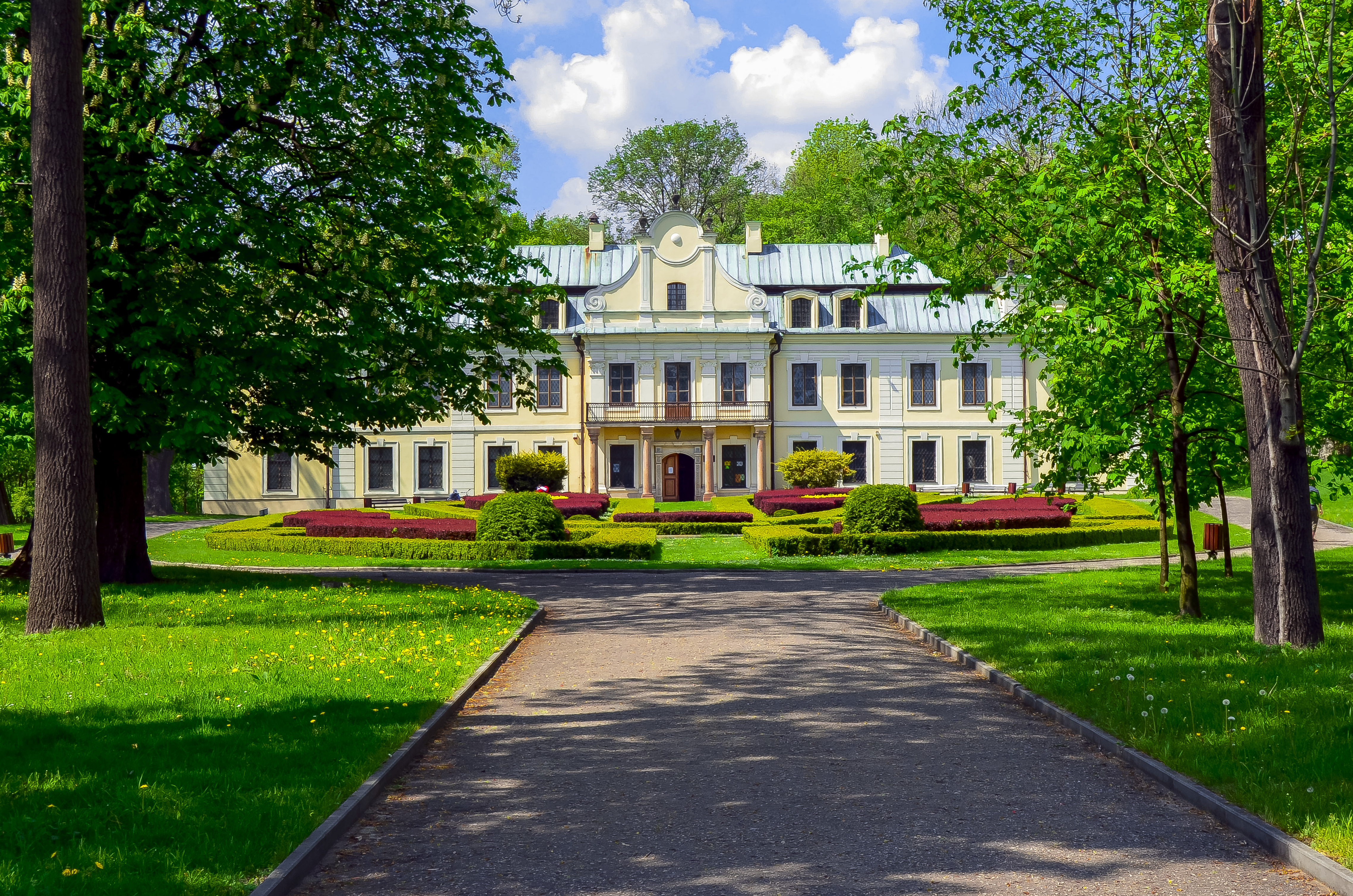
Pałac Mieroszewskich – wejście główne

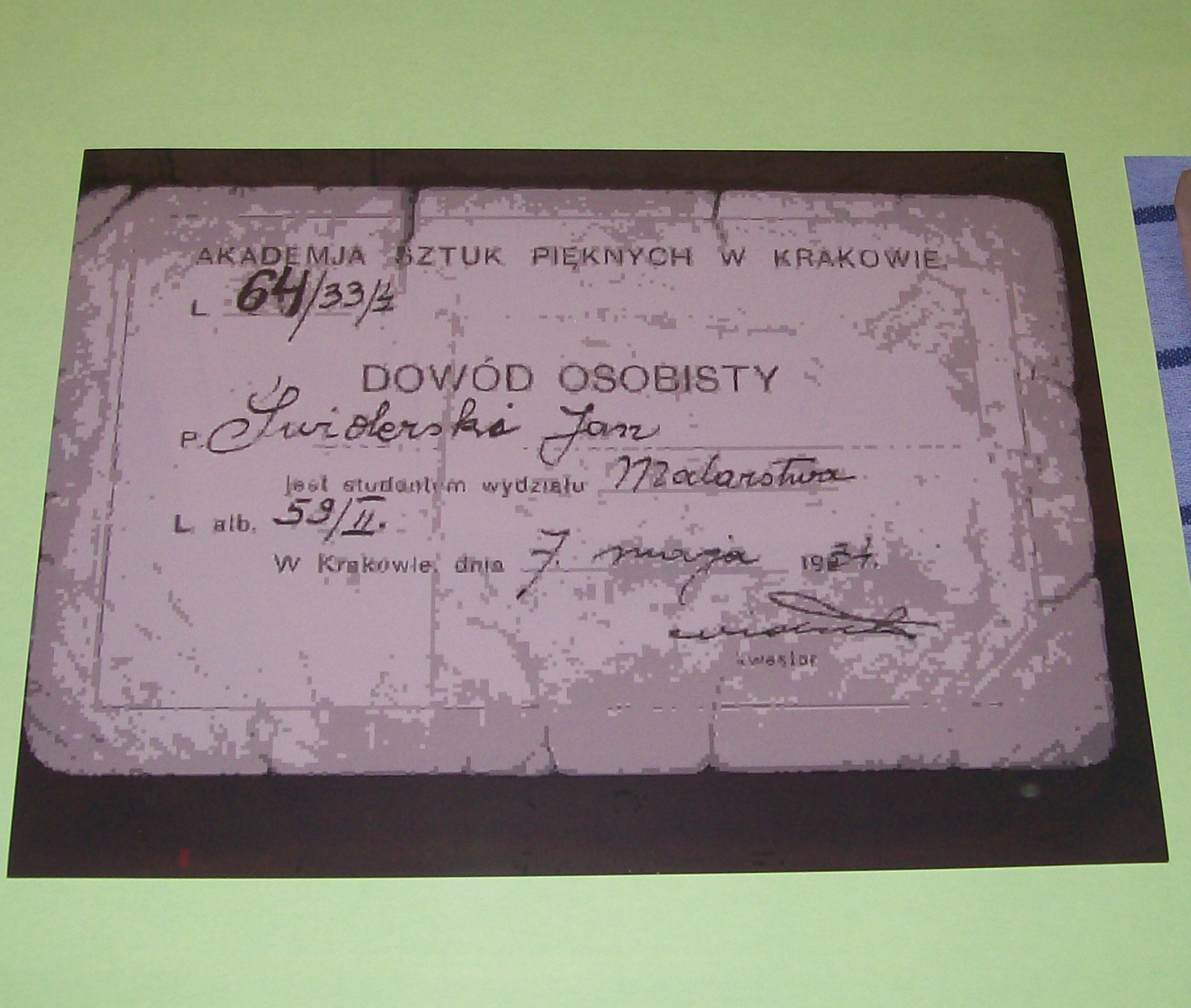
Dowód osobisty Jana Świderskiego – dokument wydany przez Akademię Sztuk Pięknych w Krakowie

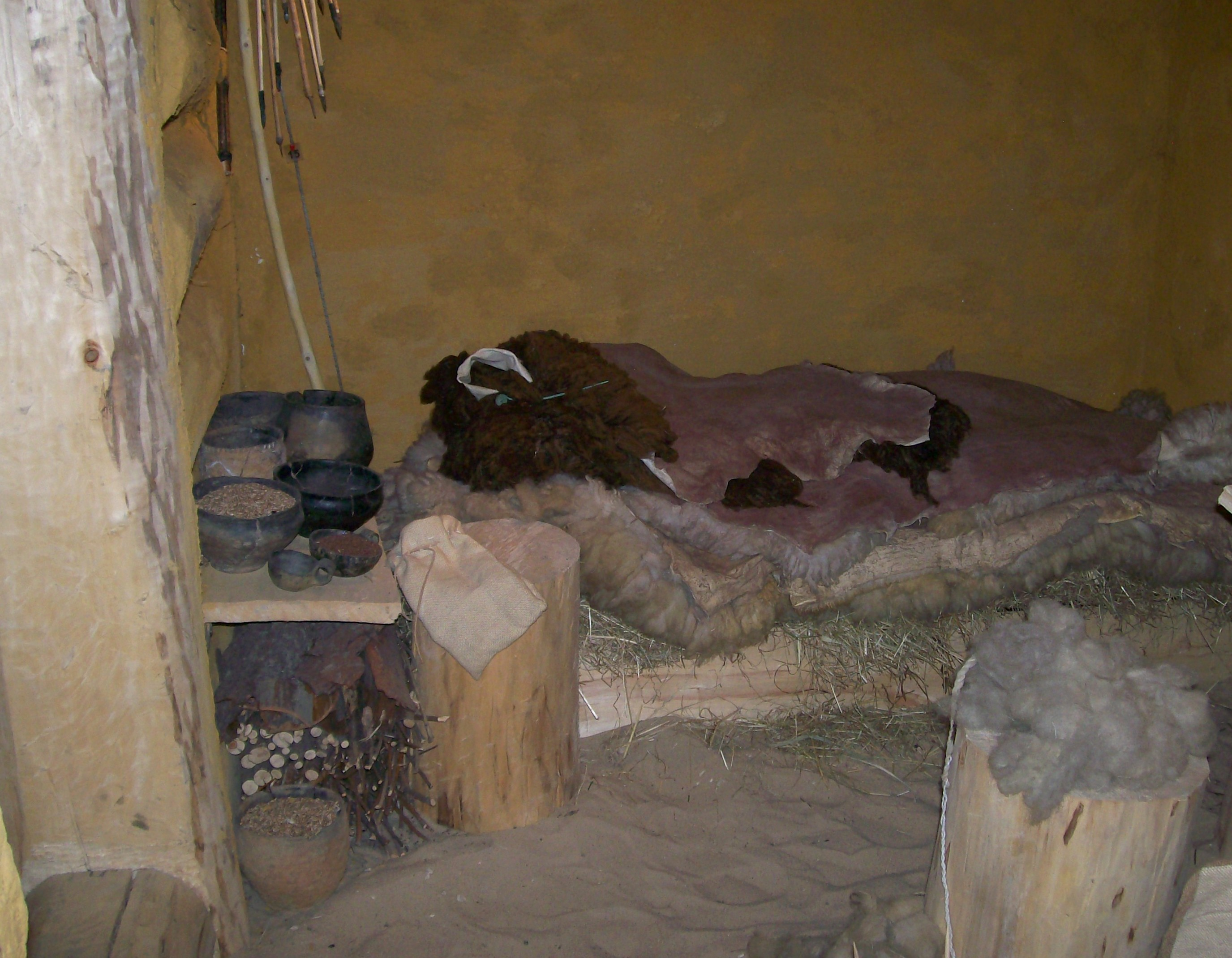
W łużyckiej osadzie i średniowiecznym grodzie - wystawa w Muzeum Zagłębia

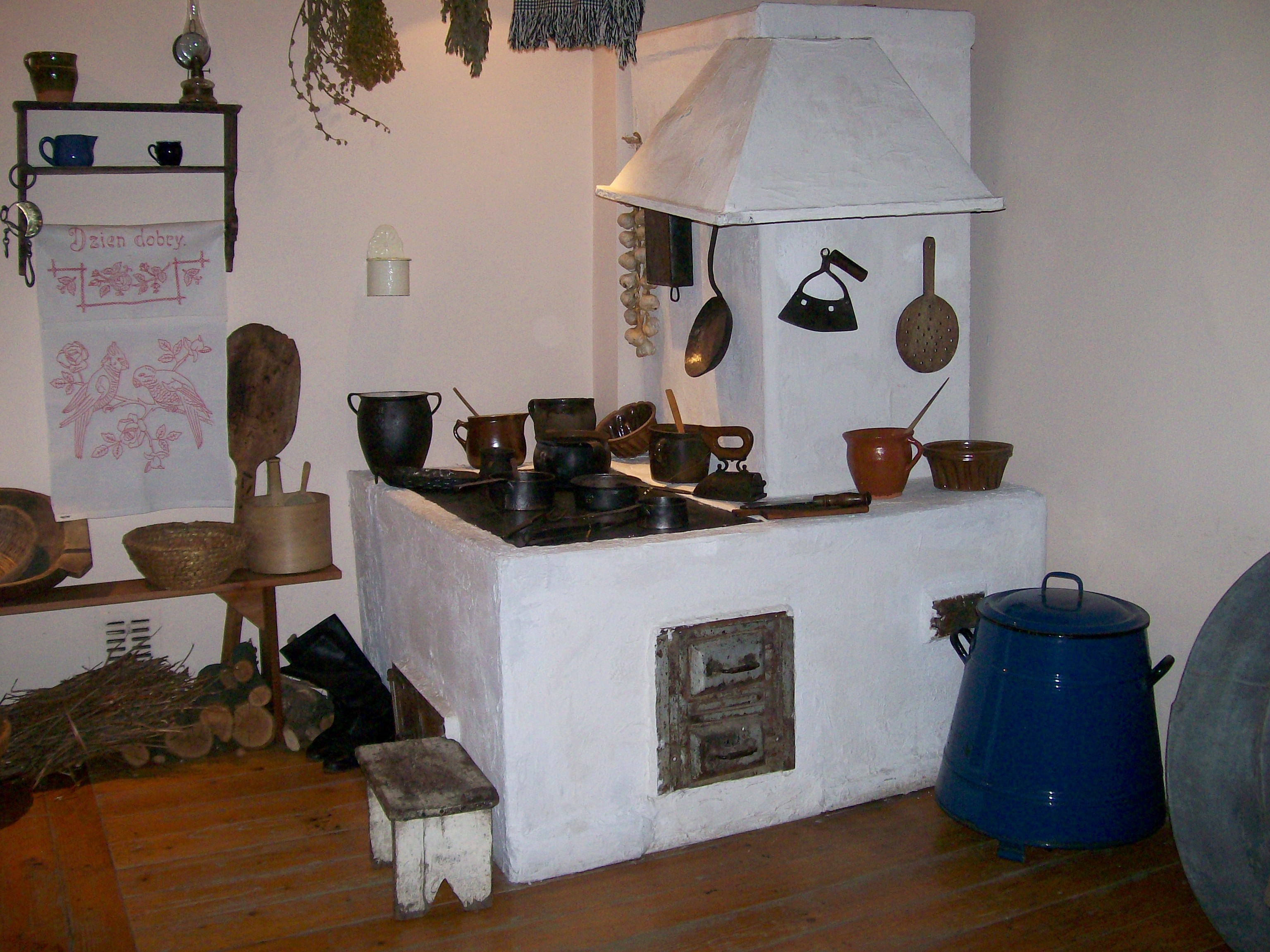
Kuchnia w izbie zagłębiowskiej - wystawa etnograficzna w Muzeum Zagłębia

Wnętrza stylowe XVIII – XIX wiekuNa I piętrze budynku wyeksponowano dawne reprezentacyjne umeblowanie pałacu  m.in. sekretery, komody i fotele. Wewnątrz salonów zgromadzono kominki, rzeźby, stylowe tkaniny, wyroby ze srebra, porcelany i cyny zebrane z okolicznych kamienic mieszczańskich (z XVIII do początków XX wieku). Na ścianach umieszczono obrazy malarzy z Będzina i Zagłębia Dąbrowskiego. W czterech salonach: „Wodzów Antycznych”, „Myśliwskim”, „Medalionów Portretowych” i „Turniejowym”, można obejrzeć zachowane polichromie z II poł. XVIII wieku przedstawiające m.in.: Scypiona Afrykańskiego, Pompejusza, Hanibala  i Fabiusza Kunktatora.
Kolekcja malarza i grafika – Samuela CygleraW jednej z sal muzeum zgromadzono prace będzińskiego artysty Samuela Cyglera m.in. obrazy olejne i akwarele. W swym dorobku opierał się głównie na postimpresjonizmie i kubizmie. Głównym tematem w jego twórczości są widoki miasteczek. Kolekcja muzeum zawiera kilkadziesiąt prac Cyglera. W sali poświęconej artyście możemy obejrzeć m.in. Jatki w Kazimierzu, Uliczka w Kazimierzu i Widok na farę.
Sala im. prof. Jana ŚwiderskiegoW sali zgromadzono obrazy, zdjęcia, kopie dokumentów i pamiątki po zmarłym Janie Świderskim. Inauguracja pierwszej ekspozycji miała miejsce 2 czerwca 2006 roku. Uroczystego otwarcia wystawy dokonali: żona artysty Janina Kraupe-Świderska, senator RP Zbigniew Szaleniec, poseł Na Sejm RP Grzegorz Dolniak, prezydent Będzina Radosław Baran, Przewodniczący Rady Miasta Sławomir Brodziński i dyrektor będzińskiego muzeum Anna Smogór.
Wystawa Izba zagłębiowskaNa wystawie etnograficznej zrekonstruowano wnętrze i wyposażenie zagrody chłopskiej tzw. chaty jednoizbowej z Zagłębia Dąbrowskiego z początków XX wieku. Chałupa składa się z izby i sieni. W sieni wydzielona jest także obórka dla bydła. Wewnątrz chaty zgromadzono sprzęt gospodarstwa domowego m.in. naczynia i meble. W sieni i pomieszczeniu dla bydła można obejrzeć narzędzia rolnicze i sprzęty używane dawniej w gospodarstwie.
W łużyckiej osadzie i średniowiecznym grodzie. Archeologia terenów dzisiejszego BędzinaW salach na parterze pałacu zrekonstruowano wnętrze chaty łużyckiej wykonanej w konstrukcji sumikowo – łątkowej. Wewnątrz znajduje się palenisko i podstawowe, proste wyposażenie. Obok chaty można również obejrzeć odtworzony grób szkieletowy i pochówek popielnicowy. W drugiej części wystawy zebrano szereg przedmiotów z okresu wczesnego średniowiecza związanych z codziennym życiem mieszkańców grodu. Z posiadanych zbiorów zrekonstruowano: kuźnię, plac budowy, warsztat szewski i garbarski. Na wystawie zaprezentowano również biżuterię wykonywaną z najrozmaitszych surowców, pochodzącą z odkrytego na wzgórzu zamkowym cmentarzyska. Autorem scenariusza wystawy jest archeolog Aleksandra Rogaczewska. Oprawę plastyczną wystawy wykonał Bartosz Gawlik.
Wystawa czasowa Od pantalonów do stringówNa wystawie czasowej trwającej do 10 września 2008 zgromadzono bieliznę damską i męską z ostatnich 100 lat m.in. majtki, gorsety, halki, koszule nocne, szlafroki i garderobę nocną. Ekspozycja pozwala zaobserwować zmiany jakie dokonały się w modzie bieliźnianej w tym czasie.  Autorką wystawy jest Aleksandra Trella kierownik Działu Odzieży z Centralnego Muzeum Włókiennictwa. Kolekcja bielizny pochodzi z Centralnego Muzeum Włókiennictwa w Łodzi.
Wystawa czasowa Onegdaj w BędzinieW związku z 650-leciem nadania praw miejskich miastu Będzin Muzeum Zagłębia w czasie od 6 maja 2008 do 21 września 2008 zorganizowało wystawę pt. Onegdaj w Będzinie, składającą się z 3 części. Pierwsza część ekspozycji zawiera 20 fotografii Bronisława Arciszewskiego, który na początku XX wieku  prowadził atelier w Będzinie. Na drugiej części wystawy  wyeksponowano  m.in. kasety na negatywy, szklane klisze i pudełka po negatywach i studio fotograficzne wraz z wyposażeniem. Na ostatniej części wystawy zaprezentowano wnętrze mieszkalne z okresu międzywojennego i wiele przedmiotów używanych w tym czasie w gospodarstwie domowym tj. maszyna do szycia, wózek dziecięcy czy gramofon. Pomysłodawczynią wystawy, oraz autorem scenariusza ekspozycji jest etnograf Muzeum Zagłębia – Dobrawa Skonieczna-Gawlik. Aranżację plastyczną wykonał Bartosz Gawlik.